# Військові модифікації корабля «Союз»
Військові модифікації корабля «Союз» — «Союз-П» (7К-П) (11Ф71), «Союз-ППК» (11Ф71), «Союз-Р» (7К-Р), Союз 7К-ВІ «Звєзда» (11Ф73), Союз 7К-ОБ-ВІ (11Ф731)
В процесі створення корабля Союз опрацьовувалися варіанти його бойового застосування для ведення розвідки, інспектування ворожих космічних апаратів, перехоплення цілей в космосі тощо.

## Союз-П
У 1964 році філія № 3 ОКБ-1 Куйбишевського заводу «Прогрес» під керівництвом головного конструктора Дмитра Козлова почала розробку першого в історії пілотованого орбітального перехоплювача «Союз-П» (7К-П).
Конструкція корабля базувалася на основі «Союзу» (7К-ОК) з невеликими доопрацюваннями. 
Озброєння на перехоплювачі відсутнє, оскільки основним завданням екіпажу було інспектування космічних об'єктів, і насамперед — американських супутників. 
Для цього екіпаж мав вийти у відкритий космос і вивести корабель противника з ладу, або помістити його в спеціальний контейнер і відправити на Землю. Однак дуже скоро від такого рішення відмовилися — в той час всі радянські супутники обладнувалися системою підриву, чого очікували і від американців.

## Союз-ППК
Проєкт космічного перехоплювача з 8 ракетами і космонавтами на борту. Роботи по проєкту почалися в 1964.
На зміну розвідника «Союз-П» створили проєкт бойового корабля «Союз-ППК», оснащеного вісьма невеликими ракетами, розміщеними в носовій частині для знищення ворожого супутника. Довжина «Союз-ППК» становила 6,5 м, максимальний діаметр — 2,7 м, герметичний об'єм для двох космонавтів — 13 куб.м., повна маса — 6,7 тонни.
Крім цього, постановою ЦК КПРС і Радміну СРСР від 24 серпня 1965 філії № 3 доручалося створення орбітального розвідника «Союз-ВІ» (Висотний дослідник, також відомий під позначеннями 7К-ВІ і «Звєзда»). За основу брався космічний корабель 7К-ОК. Розвідник мав вести фоторозвідку, візуальне спостереження і, в разі необхідності, знищувати кораблі супротивника.
Роботи по проєкту були припинені в 1965.

## Союз-Р
Через затримки, пов'язані зі збоями в програмі льотно-конструкторських випробувань «Союзів» ці плани довелося перенести на 1967, але до того часу проєкт був перероблений. Новий орбітальний розвідник 7К-ВІ з екіпажем з 2-х чоловік мав би повну масу 6600 кг, однак ракета-носій мала можливість вивести на орбіту тільки 6300 кг корисного навантаження. 
Це спричинило за собою появу проєкту модернізованої ракети «Союз-М» (11А511М). Остаточний варіант пілотованого комплексу «Союз-ВІ» був схвалений у постанові від 21 червня 1967 року, а термін першого польоту затверджений на кінець 1968 — початок 1969 року.

## Союз 7К-ВІ
Крісла екіпажу встановили в ряд, а приладове обладнання вздовж бортів капсули. На спусковому апараті з'явилася безвідкатна гармата для стрільби у вакуумі. Зовнішня підвіска була обладнана штангами з пеленгаторами, призначеними для пошуку ворожих об'єктів.
Від сонячних батарей відмовилися, оскільки вони робили корабель уразливішим, натомість планували використання енергоустановки на базі ізотопного реактора. Розглядалася можливість обладнання корабля стикувальним модулем, що дозволяв здійснювати стикування з військовою орбітальною станцією «Алмаз» («Салют»). Повна довжина «Союз-ВІ» становила 8 м, діаметр — 2 м, герметичний об'єм — 1 куб.м., повна маса — 6700 кг.
До складу орбітальної дослідної станції «Союз-ВІ» (11Ф730) входили орбітальний блок ОБ-ВІ (11Ф731) і транспортний корабель 7К-С (11Ф732) для доставки на нього екіпажу.
Незадовго до цього, у вересні 1966 року, почалася підготовка загону космонавтів, до складу якого увійшли П.Попович, А.Губарев, Ю.Артюхін, В.Гуляев, Б.Белоусов і Г.Колесніков. Екіпажі Попович-Колесников і Губарєв-Бєлоусов мали летіти першими.

## Скасування проєктів
Жодного запуску орбітального розвідника не відбулося. Причиною цього стала різка протидія з боку начальника ОКБ-1 В.Мішин. За його твердженнями програма «Союз-ВІ» стала б марною тратою коштів і розпиленням ресурсів, оскільки всі її завдання цілком могли вирішити звичайні «Союзи» і «Алмаз». В грудні 1967 року програма орбітального розвідника «Союз-ВІ» була припинена, а недобудований корабель розібраний.